# فرانشيسكا باومان
فرانشيسكا باومان هي مغنية وملحنة سويسرية، ولدت في 9 أبريل 1965.

## وصلات خارجية
- فرانشيسكا باومان على موقع ميوزك برينز (الإنجليزية)
- فرانشيسكا باومان على موقع ديسكوغز (الإنجليزية)